# ابوالحسن سعادتمند
ابوالحسن سعادتمند (زاده ۱۲۹۸ – اعدام ۱۳۵۸) سپهبد نیروی زمینی شاهنشاهی ایران، وزیر اطلاعات و جهانگردی در کابینه ارتشبد ازهاری، رئیس دادگاه انتظامی ارتش و معاون کل سازمان اطلاعات و امنیت کشور (ساواک) بود.

## زندگی
ابوالحسن سعادتمند در سال ۱۲۹۸ ه‍.ش در لاهیجان متولد شد و پس از تحصیل مقدمات، وارد دانشکده افسری گردید و پس از فراغت از تحصیل در سال ۱۳۱۹ وارد ارتش شد و مدارج نظامی را یکی پس از دیگری طی کرد و هم‌زمان دوره ستاد و فرماندهی دانشگاه جنگ را طی نمود.
او در سال ۱۳۳۶ با درجه سرهنگی به سازمان اطلاعات و امنیت کشور منتقل شد و به ریاست اداره مطبوعات کشور منصوب گردید و هم‌زمان با اشتغال در سازمان امنیت، در سال ۱۳۳۷ لیسانس حقوق قضایی و در سال ۱۳۴۰ از پایان نامهٔ خود با موضوع جنگ سرد در دانشگاه تهران دفاع کرد. وقایع و حوادث بسیار مهم سال‌های ۱۹۴۵ تا ۱۹۶۲ که به دوران جنگ سرد معروف است، توجه او را به خود جلب نموده، وی پس از تعریف جنگ سرد، مراحل مختلف جنگ سرد، سوابق تاریخی آن و مبادی این جنگ را به وضوح به تصویر کشیده، سپس دید اجتماعی خود را نسبت به جنگ سرد و وضع متفقین اروپای شرقی بیان کرده‌است. دومین مرحله جنگ سرد سیاست دالس و استراتژی روانی و نقش کندی و پیدایش سومین مرحله جنگ و حالت خویش‌بینی معتدل از دیگر مباحثی است که او در این کتاب به تشریح آن‌ها پرداخته‌است. او در همین سال به اخذ درجه سرتیپی نایل شد.
سعادتمند از سال ۱۳۴۳ تا ۱۳۴۵ معاون کل سازمان اطلاعات و امنیت کشور (ساواک) بود که در آن ایام ریاست آن را سرلشکر پاکروان برعهده داشت.
او در سال ۱۳۴۵ با درجه سرلشکری به ریاست اداره کل روابط عمومی ارتش منصوب شد و پس از چندی با درجه سپهبدی رئیس دادگاه انتظامی ارتش گردید.
نامبرده درکابینه ارتشبد ازهاری که مقارن با انقلاب سال ۱۳۵۷ تشکیل شده بود، به وزارت اطلاعات و جهانگردی منصوب گردید. وی دربارهٔ برنامه این دولت گفت: برنامه این دولت عبارتست از حکومت قانون در شرایط فعلی برقراری امنیت به منظور تأمین آسایش و رفاه عمومی و تأمین نیازمندیها و ارزاق عمومی است.
ولی عمر این کابینه کوتاه بود (کمتر از یک ماه) و سعادتمند بار دیگر به ارتش بازگشت.
او در پاسخ به تقاضای پسرش مبنی بر خروج از ایران گفت:
هرچه بر این ۳۵ میلیون پیش آید، من نیز بخشی از این ۳۵ میلیون هستم. من این کشور را دوست دارم و چون دیگرانی که به اشتباه از آن گریخته‌اند فرار نخواهم کرد. من کار اشتباهی انجام نداده‌ام زین رو ضمیری صاف دارم. من اینجا خواهم ماند.

## دستگیری، محاکمه و اعدام
پس از پیروزی انقلاب ۱۳۵۷ سپهبد سعادتمند نیز از جمله دستگیرشدگان بود و در اردیبهشت ۱۳۵۸ به اتهام محاربه با خدا جوخه اعدام سپرده شد. او مسلمانی معتقد بود ولی پیش از کشتن او به او یهودی مسیحی می‌گفتند. او با دیگر ادیان مدارا می‌کرد ولی به آیین خود معتقد بود. گرچه او دوست شاه نبود انقلابیون به دلیل سمتهای مهمش خواهان مرگ او بودند. آن‌ها به خانه او حمله کردند و او گریخت. رگبار گلوله به خانه شلیک شد و عروس او نوزادش را به حمام برد. پسر او گروگان گرفته شد. شکنجه گران او را به جوخه آتش بردند تا او محل اقامت پدرش را بگوید. خانه آن‌ها ۱۰ روز در محاصره بود و خانواده در یک راهروی بی پنجره به‌سر می‌بردند. او به خانه خواهرش رفت و در آنجا پیغام پدرش برای ترک ایران به او رسید. موفق شد هنگامی که کارمند جای دیگری را می‌نگریست گذرنامه‌اش را بردارد. به سفارت آمریکا در ایران رفت، ویزا گرفت و همه چیز را رها کرد و رفت.

## خانواده
پسر او «بهمن سعادتمند» و همسرش که در آمریکا با یکدیگر آشنا شده بودند قبل از انقلاب در سال ۱۳۵۵ به ایران آمدند ولی در ۱۳۵۷ بعد از وقوع انقلاب، و ماجرای دستگیری پدرش، و شکنجه شدن خودش به دست نیروهای انقلابی، به سفارت آمریکا که در آن زمان هنوز مشغول به فعالیت بود، پناهنده شدند و به آمریکا برگشتند. دختر او پزشک است. دیگر پسر او «بیژن سعادتمند» استاد روان‌شناسی دانشگاه جورج میسون است.